# David Popovici

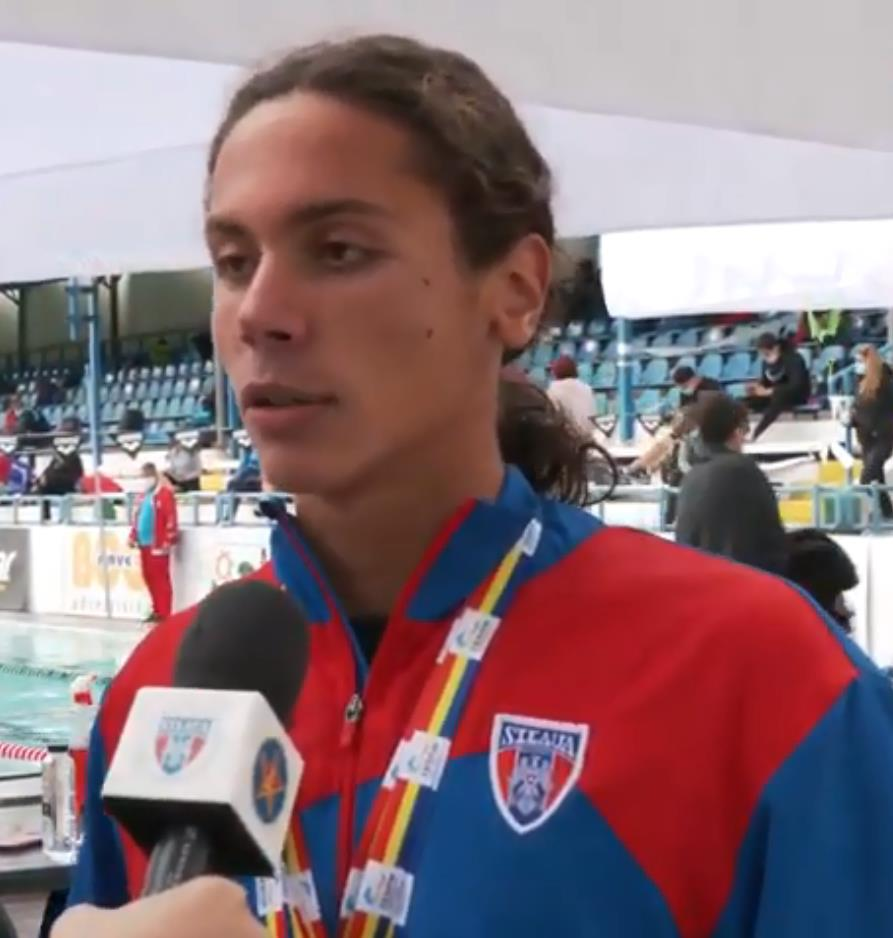
David Popovici

David Popovici (Bucareste, 15 de setembro de 2004) é um nadador competitivo romeno especializado em natação estilo livre. No Campeonato Mundial de Esportes Aquáticos de 2022, Popovici ganhou medalhas de ouro em seus dois eventos de assinatura (100 metros e 200 metros livre). Popovici foi, temporariamente, o recordista mundial nos 100 metros livre, quando superou o recorde de César Cielo.  Posteriormente, seu tempo foi batido por Pan Zhanle, nadador chinês.

## Carreira
Aos 16 anos, quebrou o recorde mundial júnior de 100 m livre duas vezes no Campeonato Europeu de Natação Júnior de 2021 em Roma, Itália, encerrando a competição com o tempo de 47'30. O desempenho fez de Popovici o homem mais rápido do mundo em 2021, superando Kliment Kolesnikov.
Ele se classificou para as Olimpíadas de Tóquio 2020, sendo o membro mais jovem da equipe romena. Nesta competição, Popovici, na época com 16 anos, alcançou as finais do 100 metros livre (onde ficou em sétimo) e do 200 metros livre (onde ficou em quarto, 0.02 segundo atrás do medalhista brasileiro Fernando Scheffer)
Em 28 de setembro de 2021, o Dinamo București anunciou que chegou a um acordo para assinar Popovici do Steaua București , se tornou o segundo nadador mais jovem a vencer os 200m livre masculino no campeonato mundial (depois de Tim Shaw), com apenas 17 anos e 278 dias,  tornou-se o mais jovem recordista mundial dos 100m livre da história quando parou o relógio em 46s86 no Campeonato Europeu em Roma, quebrando o recorde mundial de César Cielo, que já durava 13 anos.
O recorde mundial de Popovici durou até o dia 11 de fevereiro de 2024, quando Pan Zhanle, nadador chinês, em uma abertura de revezamento durante o mundial de natação, nadou o 100 metros livre para  46'80, 0.06 segundo abaixo do recorde mundial do romeno.

## Recordes Pessoais

### Melhores Tempos em Piscina Longa (50m)
| Evento             | Tempo   | Evento                                           | Localização | Encontro             | Observação |
| ------------------ | ------- | ------------------------------------------------ | ----------- | -------------------- | ---------- |
| 50 m estilo livre  | 22'16   | Campeonato Europeu de Juniores de 2022           | Otopeni     | 8 de julho de 2022   |            |
| 100 m estilo livre | 46'86   | Campeonato Europeu de Esportes Aquáticos de 2022 | Roma        | 13 de agosto de 2022 | Antigo WR  |
| 200 m estilo livre | 1:42'97 | Campeonato Europeu de Esportes Aquáticos de 2022 | Roma        | 15 de agosto de 2022 |            |